# 広岡義之
広岡 義之（廣岡義之、ひろおか よしゆき、1958年 - ）は、日本の教育学者、神戸親和女子大学教授。
同上
神戸市生まれ。1980年関西学院大学経済学部金融論卒、88年同大学院文学研究科博士課程満期退学。97年「ボルノー教育学研究 -21世紀の教育へ向けての提言」で博士（教育学）を取得。梅光女学院大学文学部講師(教育制度論)、92年助教授、97年教授、2001年兵庫大学健康科学部教授、神戸親和女子大学発達科学部教授。

## 著書
- 『新しい人間関係 真実の自己実現を求めて』創言社 1995
- 『ボルノー教育学研究　二十一世紀の教育へ向けての提言』創言社 1998
- 『新しい教育学概論』創言社 2007
- 『フランクル教育学への招待　人間としての在り方、生き方の探究』風間書房 2008
- 『ボルノー教育学入門　教育実践に役立つボルノー先生の教え』風間書房 2012
- 『教育の本質とは何か　先人に学ぶ「教えと学び」』ミネルヴァ書房 2014
- 『フランクル人生論入門』新教出版社 2014
- 『森有正におけるキリスト教的人間形成論　人間の在り方と信仰』ミネルヴァ書房、2015

### 共編著
- 『教育学基本マニュアル』井上和幸,佐野茂共編著 創言社 1995
- 『新しい生徒指導・進路指導 理論と実践』加澤恒雄共編著 ミネルヴァ書房 2007
- 『教育の制度と歴史』編著 ミネルヴァ書房 2007
- 『新しい教職概論・教育原理』編著 関西学院大学出版会 2008
- 『新しい特別活動論』編著 創言社 2009
- 『新しい道徳教育 理論と実践』編著 ミネルヴァ書房 2009
- 『新しい教育課程論』編著 ミネルヴァ書房 2010
- 『新しい教育原理』編著 ミネルヴァ書房 2011
- 『ケアリング研究へのいざない 理論と実践』吉原惠子共編著 風間書房 2011
- 『教職をめざす人のための教育用語・法規』編 ミネルヴァ書房 2012
- 『新しい保育・幼児教育方法』編著 ミネルヴァ書房 2013
- 『教育実践に役立つ生徒指導・進路指導論 『生徒指導提要』に触れつつ』編著 あいり出版 現場と結ぶ教職シリーズ 2013
- 『新しい特別活動 理論と実践』編著 ミネルヴァ書房 2015
- 『楽しく豊かな「道徳の時間」をつくる』横山利弘監修 牧﨑幸夫,杉中康平共編 ミネルヴァ書房 2015

### 翻訳
- ジョイ・A・パーマー,リオラ・ブレスラー, デイヴィッド・E・クーパー編著『教育思想の50人』塩見剛一,津田徹,石﨑達也,井手華奈子, 高柳充利共訳 青土社 2012
- ヴィクトール・フランクル/ピンハス・ラピーデ『人生の意味と神 信仰をめぐる対話』芝田豊彦共訳 新教出版社 2014
- ヴィクトール・E・フランクル『絶望から希望を導くために ロゴセラピーの思想と実践』青土社 2015
- ヴィクトール・E・フランクル『虚無感について　心理学と哲学への挑戦』青土社 2015
- アルベルト・レーブレ『教育学の歴史』青土社 2015

## 論文
- 広岡義之